# Grand Prix na Żużlu 2024
Grand Prix na Żużlu 2024 (SGP) – trzydziesty sezon walki najlepszych żużlowców o medale indywidualnych mistrzostw świata w formule Grand Prix. Jest to trzeci sezon, w którym rolę promotora cyklu pełni grupa Warner Bros. Discovery.

## Uczestnicy Grand Prix
Jedenasty raz w historii cyklu Grand Prix stali uczestnicy mieli prawo wyboru własnych numerów startowych. Zawodnicy z wybranymi numerami w sezonie 2024 występują we wszystkich turniejach.
Natychmiastową kwalifikację do turnieju uzyskała najlepsza szóstka zawodników z cyklu Grand Prix 2023, zwycięzca Indywidualnych Mistrzostw Europy 2023 oraz najlepsza trójka zawodników Grand Prix Challenge 2023. Pozostałych pięciu zawodników zostało nominowanych do turnieju przez promotora cyklu. Dodatkowo na każdą rundę zostaje przyznawana „dzika karta” oraz wybieranych jest dwóch zawodników rezerwowych (rezerwy toru).
Równocześnie siedmiu zawodników zostało wpisanych na listę kwalifikowanej rezerwy (zawodnicy kwalifikowanej rezerwy), przez co w wyniku np. kontuzji stałego uczestnika cyklu zastąpią go w danej rundzie.

### Stali uczestnicy
| Lp. | Nr  | Zawodnik         | Miejsce w 2023 | Występ | Historia występów                           | Uwagi                                                        |
| --- | --- | ---------------- | -------------- | ------ | ------------------------------------------- | ------------------------------------------------------------ |
| 1   | 95  | Bartosz Zmarzlik | 1              | 9      | 2012-2015, 2016-2023                        | Mistrz Świata 2023                                           |
| 2   | 66  | Fredrik Lindgren | 2              | 15     | 2004, 2006-2007, 2008-2014, 2016, 2017-2023 | Wicemistrz Świata 2023                                       |
| 3   | 54  | Martin Vaculík   | 3              | 9      | 2012, 2013, 2017-2023                       | II Wicemistrz Świata 2023, 2. miejsce w GP Challenge 2023    |
| 4   | 25  | Jack Holder      | 4              | 3      | 2016, 2020, 2022-2023                       | 4. miejsce w Grand Prix 2023                                 |
| 5   | 30  | Leon Madsen      | 5              | 6      | 2010, 2013 2019-2023                        | 5. miejsce w Grand Prix 2023                                 |
| 6   | 505 | Robert Lambert   | 6              | 4      | 2015, 2018-2019, 2021-2023                  | 6. miejsce w Grand Prix 2023, 4. miejsce w GP Challenge 2023 |
| 7   | 99  | Daniel Bewley    | 7              | 3      | 2018, 2022-2023                             | stała dzika karta                                            |
| 8   | 69  | Jason Doyle      | 8              | 10     | 2015-2023                                   | 1. miejsce w GP Challenge 2023                               |
| 9   | 108 | Tai Woffinden    | 11             | 13     | 2010, 2011, 2013-2023                       | stała dzika karta                                            |
| 10  | 155 | Mikkel Michelsen | 12             | 4      | 2015, 2018-2019, 2020, 2021, 2022-2023      | Mistrz Europy 2023                                           |
| 11  | 29  | Andžejs Ļebedevs | 16             | debiut | 2013-2014, 2022-2023                        | stała dzika karta                                            |
| 12  | 744 | Kai Huckenbeck   | 17             | debiut | 2017-2019, 2022-2023                        | stała dzika karta                                            |
| 13  | 415 | Dominik Kubera   | 22             | debiut | 2021, 2023                                  | stała dzika karta                                            |
| 14  | 48  | Szymon Woźniak   | 28             | debiut | 2018, 2022-2023                             | 3. miejsce w GP Challenge 2023                               |
| 15  | 201 | Jan Kvěch        | 31             | debiut | 2020-2023                                   | 5. miejsce w GP Challenge 2023                               |

### Dzika karta i rezerwowi toru
| Lp. | Grand Prix        | Dzika karta              | Rezerwowy 1              | Rezerwowy 2                 |
| --- | ----------------- | ------------------------ | ------------------------ | --------------------------- |
| 1   | Chorwacji         | (16) Matej Žagar         | (17) Matic Ivačič        | (18) Marius Hillebrand      |
| 2   | Polski I          | (16) Mateusz Cierniak    | (17) Bartłomiej Kowalski | (18) Damian Ratajczak       |
| 3   | Niemiec           | (16) Norick Blödorn      | (17) Martin Smolinski    | (18) Erik Riss              |
| 4   | Czech             | (16) Václav Milík        | (17) Adam Bednář         | (18) Daniel Klíma           |
| 5   | Szwecji           | (16) Kim Nilsson         | (17) Filip Hjelmland     | (18) Philip Hellström-Bängs |
| 6   | Polski II         | (16) Oskar Fajfer        | (17) Jakub Miśkowiak     | (18) Oskar Paluch           |
| 7   | Wielkiej Brytanii | (16) Tom Brennan         | (17) Sam Hagon           | (18) Leon Flint             |
| 8   | Polski III        | (16) Patryk Dudek        | (17) Marcel Kowolik      | (18) Nikodem Mikołajczyk    |
| 9   | Łotwy             | (16) Daniils Kolodinskis | (17) Francis Gusts       | (18) Ričards Ansviesulis    |
| 10  | Danii             | (16) Anders Thomsen      | (17) Frederik Jakobsen   | (18) Mads Hansen            |
| 11  | Polski IV         | (16) Patryk Dudek        | (17) Oskar Paluch        | (18) Krzysztof Lewandowski  |

### Stali rezerwowi
|    | Nr  | Zawodnik         |
| -- | --- | ---------------- |
| R1 | 46  | Max Fricke       |
| R2 | 71  | Maciej Janowski  |
| R3 | 233 | Kim Nilsson      |
| R4 | 67  | Rasmus Jensen    |
| R5 | 22  | Luke Becker      |
| R6 | 96  | Dimitri Bergé    |
| R7 | 842 | Mateusz Cierniak |

## Kalendarz 2024
Cykl Grand Prix w sezonie 2024 będzie się składał z 11 rund. Po raz pierwszy od 1997 roku zawody o Grand Prix Niemiec będą miały miejsce w Landshut.
Po raz pierwszy w historii w ramach kwalifikacji rozegrane zostaną punktowane sprinty. Poprzedzą one turnieje w Warszawie i Cardiff.
| Lp. | Data        | Grand Prix        | Stadion                      | Miasto              | Zwycięzca              |        |
| --- | ----------- | ----------------- | ---------------------------- | ------------------- | ---------------------- | ------ |
| 1   | 27 kwietnia | Chorwacji         | Stadion Milenium             | Goričan             | Jack Holder            | Wyniki |
| 2   | 10 maja     | Polski I          | Narodowy                     | Warszawa            | Daniel Bewley (sprint) | Wyniki |
| 2   | 11 maja     | Polski I          | Narodowy                     | Warszawa            | Jason Doyle            | Wyniki |
| 3   | 18 maja     | Niemiec           | Speedwaystadion Ellermühle   | Landshut            | Mikkel Michelsen       | Wyniki |
| 4   | 1 czerwca   | Czech             | Markéta                      | Praga               | Martin Vaculík         | Wyniki |
| 5   | 15 czerwca  | Szwecji           | G&B Arena                    | Målilla             | Bartosz Zmarzlik       | Wyniki |
| 6   | 29 czerwca  | Polski II         | im. Edwarda Jancarza         | Gorzów Wielkopolski | Fredrik Lindgren       | Wyniki |
| 7   | 16 sierpnia | Wielkiej Brytanii | Millennium Stadium           | Cardiff             | Daniel Bewley (sprint) | Wyniki |
| 7   | 17 sierpnia | Wielkiej Brytanii | Millennium Stadium           | Cardiff             | Daniel Bewley          | Wyniki |
| 8   | 31 sierpnia | Polski III        | Olimpijski                   | Wrocław             | Martin Vaculík         | Wyniki |
| 9   | 7 września  | Łotwy             | Biķernieku spīdveja stadions | Ryga                | Bartosz Zmarzlik       | Wyniki |
| 10  | 14 września | Danii             | Vojens Speedway Center       | Vojens              | Robert Lambert         | Wyniki |
| 11  | 28 września | Polski IV         | Motoarena                    | Toruń               | Bartosz Zmarzlik       | Wyniki |

## Wyniki i klasyfikacje
| Zawodnik zakwalifikowany do przyszłorocznego GP |
| Stali uczestnicy                                |
| Dzika karta, stali rezerwowi, rezerwa toru      |

| Lp.                   | Zawodnik                    | Suma | HRV | PL1 | PL1 | DEU | CZE | SWE | PL2 | GBR | GBR | PL3 | LVA | DNK | PL4 |
| 1                     | (95) Bartosz Zmarzlik       | 179  | 14  | nz  | 18  | 18  | 16  | 20  | 18  | nz  | 7   | 10  | 20  | 18  | 20  |
| 2                     | (505) Robert Lambert        | 144  | 12  | 1   | 16  | 12  | 12  | 16  | 3   | nz  | 18  | 16  | 11  | 20  | 7   |
| 3                     | (66) Fredrik Lindgren       | 141  | 16  | nz  | 7   | 3   | 18  | 8   | 20  | nz  | 16  | 18  | 18  | 3   | 14  |
| 4                     | (99) Daniel Bewley          | 127  | 3   | 4   | 11  | 10  | 5   | 9   | 7   | 4   | 20  | 11  | 16  | 11  | 16  |
| 5                     | (54) Martin Vaculík         | 122  | 7   | nz  | 14  | 6   | 20  | 6   | 12  | 1   | 9   | 20  | 7   | 12  | 8   |
| 6                     | (25) Jack Holder            | 106  | 20  | nz  | 12  | 16  | 6   | 14  | 9   | nz  | 10  | 6   | 2   | 2   | 9   |
| 7                     | (155) Mikkel Michelsen      | 101  | 8   | nz  | 8   | 20  | 11  | 12  | 16  | nz  | 12  | 14  | 0   | –   | –   |
| 8                     | (415) Dominik Kubera        | 98   | 9   | nz  | 2   | 14  | 14  | 11  | 4   | nz  | 14  | 5   | 5   | 10  | 10  |
| 9                     | (30) Leon Madsen            | 94   | 10  | 3   | 1   | 11  | 7   | 5   | 14  | 3   | 6   | 7   | 9   | –   | 18  |
| 10                    | (29) Andžejs Ļebedevs       | 79   | 4   | nz  | 5   | 4   | 9   | 10  | –   | nz  | 11  | 8   | 10  | 14  | 4   |
| 11                    | (46) Max Fricke             | 69   | –   | –   | –   | –   | 10  | 18  | 5   | nz  | 5   | 4   | 14  | 8   | 5   |
| 12                    | (744) Kai Huckenbeck        | 61   | 11  | nz  | 9   | 5   | 2   | 3   | 11  | nz  | 2   | 3   | 8   | 4   | 3   |
| 13                    | (48) Szymon Woźniak         | 58   | 6   | nz  | 10  | 8   | 8   | 7   | 10  | nz  | 1   | 1   | 4   | 1   | 2   |
| 14                    | (71) Maciej Janowski        | 52   | –   | –   | –   | –   | –   | –   | 1   | nz  | 8   | 9   | 12  | 16  | 6   |
| 15                    | (201) Jan Kvěch             | 52   | 5   | nz  | 4   | 1   | 3   | 2   | 8   | 2   | 3   | 2   | 6   | 5   | 11  |
| 16                    | (69) Jason Doyle            | 47   | 18  | nz  | 20  | 9   | –   | –   | –   | –   | –   | –   | –   | –   | –   |
| 17                    | (16) Patryk Dudek           | 24   | –   | –   | –   | –   | –   | –   | –   | –   | –   | 12  | –   | –   | 12  |
| 18                    | (108) Tai Woffinden         | 23   | 1   | 2   | 6   | 7   | 1   | 4   | 2   | –   | –   | –   | –   | –   | –   |
| 19                    | (67) Rasmus Jensen          | 9    | –   | –   | –   | –   | –   | –   | –   | –   | –   | –   | –   | 9   | –   |
| 20                    | (16, 233) Kim Nilsson       | 8    | –   | –   | –   | –   | –   | 1   | –   | –   | –   | –   | –   | 6   | 1   |
| 21                    | (16) Anders Thomsen         | 7    | –   | –   | –   | –   | –   | –   | –   | –   | –   | –   | –   | 7   | –   |
| 22                    | (16) Oskar Fajfer           | 6    | –   | –   | –   | –   | –   | –   | 6   | –   | –   | –   | –   | –   | –   |
| 23                    | (16) Tom Brennan            | 4    | –   | –   | –   | –   | –   | –   | –   | nz  | 4   | –   | –   | –   | –   |
| 24                    | (16) Václav Milík           | 4    | –   | –   | –   | –   | 4   | –   | –   | –   | –   | –   | –   | –   | –   |
| 25                    | (16) Daniils Kolodinskis    | 3    | –   | –   | –   | –   | –   | –   | –   | –   | –   | –   | 3   | –   | –   |
| 26                    | (16) Mateusz Cierniak       | 3    | –   | nz  | 3   | –   | –   | –   | –   | –   | –   | –   | –   | –   | –   |
| 27                    | (16) Norick Blödorn         | 2    | –   | –   | –   | 2   | –   | –   | –   | –   | –   | –   | –   | –   | –   |
| 28                    | (16) Matej Žagar            | 2    | 2   | –   | –   | –   | –   | –   | –   | –   | –   | –   | –   | –   | –   |
| 29                    | (17) Francis Gusts          | 1    | –   | –   | –   | –   | –   | –   | –   | –   | –   | –   | 1   | –   | –   |
| 30                    | (18, 17) Oskar Paluch       | 0    | –   | –   | –   | –   | –   | –   | 0   | –   | –   | –   | –   | –   | ns  |
| 31                    | (17) Frederik Jakobsen      | 0    | –   | –   | –   | –   | –   | –   | –   | –   | –   | –   | –   | ns  | –   |
| 32                    | (18) Ričards Ansviesulis    | 0    | –   | –   | –   | –   | –   | –   | –   | –   | –   | –   | 0   | –   | –   |
| 33                    | (17) Marcel Kowolik         | 0    | –   | –   | –   | –   | –   | –   | –   | –   | –   | ns  | –   | –   | –   |
| 34                    | (17) Sam Hagon              | 0    | –   | –   | –   | –   | –   | –   | –   | –   | ns  | –   | –   | –   | –   |
| 35                    | (17) Jakub Miśkowiak        | 0    | –   | –   | –   | –   | –   | –   | 0   | –   | –   | –   | –   | –   | –   |
| 36                    | (17) Filip Hjelmland        | 0    | –   | –   | –   | –   | –   | ns  | –   | –   | –   | –   | –   | –   | –   |
| 37                    | (17) Adam Bednář            | 0    | –   | –   | –   | –   | ns  | –   | –   | –   | –   | –   | –   | –   | –   |
| 38                    | (17) Martin Smolinski       | 0    | –   | –   | –   | 0   | –   | –   | –   | –   | –   | –   | –   | –   | –   |
| 39                    | (17) Bartłomiej Kowalski    | 0    | –   | –   | 0   | –   | –   | –   | –   | –   | –   | –   | –   | –   | –   |
| 40                    | (17) Matic Ivačič           | 0    | ns  | –   | –   | –   | –   | –   | –   | –   | –   | –   | –   | –   | –   |
| 41                    | (18) Krzysztof Lewandowski  | 0    | –   | –   | –   | –   | –   | –   | –   | –   | –   | –   | –   | –   | ns  |
| 42                    | (18) Mads Hansen            | 0    | –   | –   | –   | –   | –   | –   | –   | –   | –   | –   | –   | ns  | –   |
| 43                    | (18) Nikodem Mikołajczyk    | 0    | –   | –   | –   | –   | –   | –   | –   | –   | –   | ns  | –   | –   | –   |
| 44                    | (18) Leon Flint             | 0    | –   | –   | –   | –   | –   | –   | –   | –   | ns  | –   | –   | –   | –   |
| 45                    | (18) Philip Hellström-Bängs | 0    | –   | –   | –   | –   | –   | ns  | –   | –   | –   | –   | –   | –   | –   |
| 46                    | (18) Daniel Klíma           | 0    | –   | –   | –   | –   | ns  | –   | –   | –   | –   | –   | –   | –   | –   |
| 47                    | (18) Erik Riss              | 0    | –   | –   | –   | 0   | –   | –   | –   | –   | –   | –   | –   | –   | –   |
| 48                    | (18) Damian Ratajczak       | 0    | –   | –   | ns  | –   | –   | –   | –   | –   | –   | –   | –   | –   | –   |
| 49                    | (18) Marius Hillebrand      | 0    | ns  | –   | –   | –   | –   | –   | –   | –   | –   | –   | –   | –   | –   |
| Rezerwa kwalifikowana |                             |      |     |     |     |     |     |     |     |     |     |     |     |     |     |
|                       | (22) Luke Becker            | —    | –   | –   | –   | –   | –   | –   | –   | –   | –   | –   | –   | –   | –   |
|                       | (96) Dimitri Bergé          | —    | –   | –   | –   | –   | –   | –   | –   | –   | –   | –   | –   | –   | –   |
| Lp.                   | Zawodnik                    | Suma | HRV | PL1 | PL1 | DEU | CZE | SWE | PL2 | GBR | GBR | PL3 | LVA | DNK | PL4 |